# Elaphe carinata
Elaphe carinata este o specie de șerpi din genul Elaphe, familia Colubridae, descrisă de Günther 1864.

## Subspecii
Această specie cuprinde următoarele subspecii:
- E. c. carinata
- E. c. deqenensis
- E. c. yonaguniensis

## Galerie

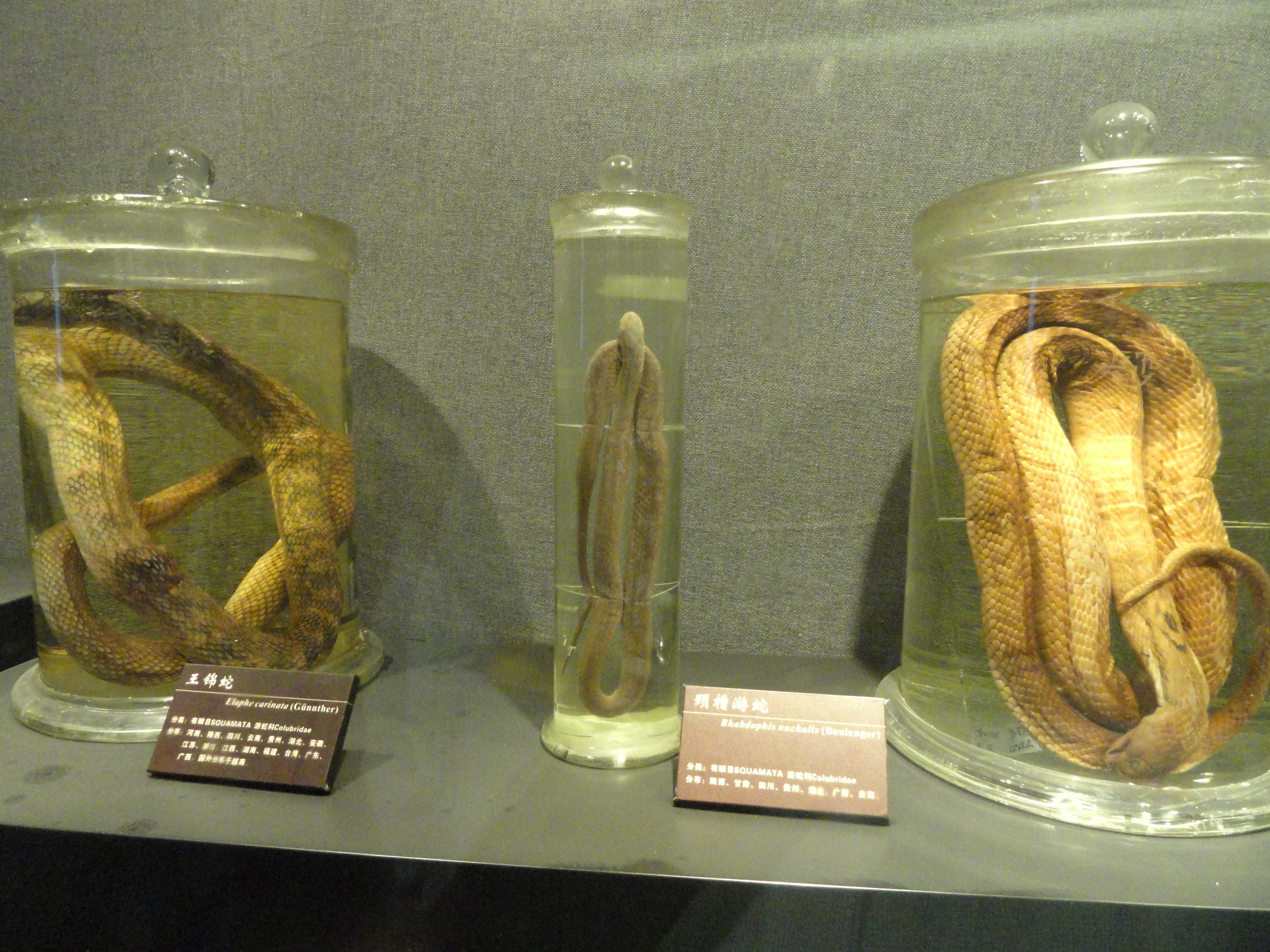